# Oblast' autonoma inguscia
L'oblast' autonoma inguscia (in russo Ингушская автономная область?) era un'oblast' autonoma della RSFS Russa, dell'Unione Sovietica, creata il 7 luglio 1924. Dal 16 ottobre 1924 fece parte al Kraj del Caucaso settentrionale. Il 15 gennaio 1934 fu fusa con l'Oblast' autonoma cecena per formare l'Oblast' autonoma ceceno-inguscia.